# Эльмень, Даниил Семёнович
Дании́л Семёнович Эльме́нь (фамилия при рождении — Семёнов; 4 [16] декабря 1885, д. Исмендеры, Шуматовская волость, Ядринский уезд, Казанская губерния, Российская империя — 3 сентября 1932, с. Ильинка, Моргаушский район, Чувашская АССР, РСФСР, СССР) — чувашский советский государственный и партийный деятель. Председатель Революционного комитета (ревкома) Чувашской автономной области, первый Председатель Чувашского областного исполнительного комитета, председатель Временного Чувашского обкома РКП(б).

## Биография

### Происхождение
Даниил Семёнович был в семье старшим, с ранних лет выполнял множество работ по хозяйству. Повзрослев, Даниил стал плести лапти на всю семью и на продажу, стараясь облегчить тяжёлое материальное положение семьи.
По отношению к младшим он был очень заботливым братом. Его сестра Мария Семёновна в своих воспоминаниях с большой теплотой говорила о нём: «Однажды, — вспоминала она, — заболела мать. Наш брат пек нам хлеб, пироги. Кормил нас». Сосед Игнатий шестилетнего мальчика научил читать книги. Даниил оказался способным. Когда ему исполнилось восемь лет, его отправили учиться в местную четырёхклассную земскую начальную школу. Её он окончил успешно. Обнаружив у мальчика способности, видя его старание, учитель земской школы попытался устроить своего воспитанника в Симбирскую чувашскую учительскую школу. Но в то время его мечте не суждено было сбыться. «По совету учителя родители хотели было отправить меня учиться в Симбирскую чувашскую учительскую школу, — писал позднее Д. С. Эльмень, — Но ни одежды, ни денег на дорогу не нашлось, и я вынужден был остаться в деревне. Но случай посадил меня опять на школьную скамью. В семи верстах от нашей деревни открылось двухклассное училище. Я поступил туда в 1902 и окончил его в 1905».
После окончания училища учителя рекомендовали Семёнова Даниила инспектору Симбирской чувашской учительской школы И. Я. Яковлеву, который принял его в том же году в число своих воспитанников.
С начала российско-германской войны, Д. С. Эльменя, как запасного нижнего чина, с первых же её дней призвали в армию. Демобилизовался он в начале декабря 1917 года. К этому времени он стал левым эсером.

### 1917—1920
10 мая на объединённом совещании Чувашского левого социалистического комитета и Чувашской фракции губернского Совета руководителем Чувашского отдела Народного комиссариата по делам национальностей был избран Д. С. Эльмень, его заместителем С. А. Коричев.
В своё время Д. С. Эльмень с недоверием относился к опыту просветительской деятельности И. Я. Яковлева, но впоследствии, убедившись в том, что И. Я. Яковлев принадлежит прогрессивной дореволюционной культуре, он изменил свои взгляды.
Д. С. Эльмень на митингах, на различных собраниях и съездах, на страницах газет постоянно обращался к чувашской трудовой интеллигенции с призывом активно включиться в культурное строительство. Он в своих выступлениях с горечью указывал на то, что некоторые интеллигенты стоят в стороне от революционного процесса, нанося тем самым непоправимый ущерб своему народу. Он подчёркивал, что только развивая политическую сознательность масс, возможно повести их на борьбу за строительство нового общества. Октябрьская социалистическая революция, советская власть предоставили народу все блага, все возможности для лучшей жизни. Интеллигенция должна помочь ему в этом. Даниил Семенович призывал всю трудовую интеллигенцию объединиться вокруг Коммунистической партии и Советов, просвещать чувашский народ, работать над развитием его политической сознательности.
На собрании чувашских коммунистов, состоявшемся 12 января 1919 г. в Казани, Д. С. Эльмень призывает лучших представителей интеллигенции присоединиться к работе Чувашского отдела при Наркомнаце для развёртывания культурного строительства.
В начале августа 1919 г. состоялся I Всероссийский съезд работников просвещения и социалистической культуры среди чувашей. В его созыве и работе активное участие принял Д. С. Эльмень. Он был избран председателем съезда. Даниил Семенович добивается дружной, сплочённой работы трудовой интеллигенции разных национальностей и культурном строительстве.

Д. С. Эльмень уделял повседневное внимание развитию народного образования, культурно-просветительских учреждений, печати в Чувашии. В докладной записке к смете Чувашского отдела при Наркомнаце на май и июнь 1919 г. им были изложены конкретные задачи по развитию народного образования в Чувашской автономной области. Он писал:
«…чтобы вывести чувашей из мрака невежества и косности, необходимо широко поставить дело их просвещения, как школьного, дошкольного, внешкольного, так и профессионально-технического».
Благодаря усилиям партийных и советских органов, Чувашского отдела при Наркомнаце и его заведующего Д. С. Эльменя в суровых условиях гражданской войны были достигнуты немалые успехи на культурном фронте. Возросла сеть школ, увеличилось число учащихся. В 1919—1920 гг. в Чувашии работали 1200 школ ликбеза. Даже в глухих селениях открывались народные дома, клубы, избы-читальни, народные университеты. В 1918 г. в Канаше была открыта учительская семинария. В январе 1918 г. в Казани возник первый чувашский театр. Там же открывается Высшее центральное музыкально-драматическое училище.
По инициативе Д. С. Эльменя решался ряд трудоёмких и сложных вопросов по реорганизации и усовершенствованию на новой основе народного просвещения. Необходимо было готовить педагогические кадры, учебные пособия. В октябре 1918 г. Чувашским отделом при Наркомнаце, возглавляемым Д. С. Эльменем, издаётся приказ, обязывающий все чувашские отделы народного образования и учебные заведения срочно переработать букварь, который стал неоценимым учебным пособием не только для школьников, но и для обучения взрослого населения грамоте.
Д. С. Эльмень был одним из активных организаторов перевода на чувашский язык трудов В. И. Ленина, произведений прогрессивных русских писателей и поэтов, школьных учебников и др. В марте 1919 г. по инициативе Чувашского отдела при Наркомнаце была организована переводческо-издательская комиссия, что привело к значительному увеличению переводческой литературы.

### Руководитель Чувашской Автономной области
24 июня 1920 года был принят Декрет Всероссийского центрального исполнительного комитета и Совета народных комиссаров № 167 об образовании Чувашской автономной области. Он был подписан председателем Совнаркома РСФСР В. И. Лениным, председателем ВЦИК РСФСР М. И. Калининым и секретарём ВЦИК РСФСР А. С. Енукидзе. В этот же день Оргбюро ЦК РКП(б) рассмотрело вопрос о составе Чувашского революционного комитета (Ревкома). Он был утверждён как всемирный советский орган для руководства новой административной единицей. Оргбюро ЦК РКП(б) председателем ревкома Чувашской автономной области утвердило Д. С. Эльменя, членами ревкома — В. А. Алексеева, Л. М. Лукина, предисполкома Чебоксарского уездного Совета И. А. Крынецкого, председателем укома партии Я. П. Соснина. 1 июля 1920 г. Оргбюро ЦК РКП(б) сформировало временный Чувашский обком партии, в состав который вошёл и Д. С. Эльмень.
Д. С. Эльмень был уверен в том, что создание Чувашской автономной области откроет дорогу родному народу к передовой науке и культуре. По его инициативе уже 16 июля 1920 г. Ревком принимает решение открыть в Ядрине сельскохозяйственный техникум. Предполагалось открыть и университет, вначале как филиал Казанского университета. Ревком и его председатель Д. С. Эльмень приложили большие усилия по налаживанию экономической жизни области. Были введены в действие лесопильные заводы, мастерские. 2 августа 1920 г. по предложению Д. С. Эльмень Ревком принял решение о строительстве электростанции в Чебоксарах. Через год она была пущена в действие. Разрабатывались мероприятия по оказанию агрономической помощи крестьянству, открытию прокатных машинных станций и др.
В период, когда Эльмень был председателем президиума Исполнительного комитета Советов Автономной Чувашской области, было жестоко подавлено чапанное восстание. По территории Чувобласти было убито более 400 восставших крестьян, арестовано 1006 человек, переданы в ревтребунал 38 человек. 
В сентябре 1921 года выехал в город Барнаул, где работал заместителем заведующего организационно-инструкторским отделом Алтайского губкома партии.
Вскоре он вернулся в Чувашскую АО, и с 15 октября 1922 года по 10 мая 1924 года Д. С. Эльмень работал ответственным секретарём Чувашского обкома РКП(б).

### Конфликт с руководством Чувашской АССР
С осени 1924 г. по лето 1929 г. находился на учебе, окончил Институт красной профессуры (1929). Летом 1928 г. руководство[кто?] Чувашской АССР начало кампанию против Д. С. Эльменя. С 1929 года работал доцентом политической экономии Нижегородского коммунистического университета. 2 декабря 1930 г. на заседании партийного бюро Нижегородского коммунистического института Д. С. Эльмень был исключён из коммунистической партии. Д. С. Эльмень считал, что все это — «дело рук С. П. Петрова»:20, занимавшего должность ответственного секретаря чувашского обкома партии с 1926 года и видевшего в Д. С. Эльмене конкурента.
С 1931 года Д. Эльмень работает в Нижегородском педагогическом институте. В конце января 1931 г. Д. С. Эльмень обратился с заявлением в Нижегородскую краевую контрольную комиссию ВКП(б). 7 марта партийная «тройка» и Нижегородская краевая контрольная комиссия восстановили Даниила Эльменя членом партии. Но в Чувашской АССР такое решение посчитали неприемлемым, контрольная комиссия республики подала апелляцию с требованием исключить Д. С. Эльменя из партии. Однако Нижегородская коллегия, рассмотрев данное заявление, в своём постановлении отметила, что Эльмень признал свои ошибки как на парттройке, так и на партколлегии, что он принят в Нижегородский пединститут и оттуда имеется положительный отзыв о его работе:207-208.

### Смерть и похороны
Осенью 1930 г. на одном из слушаний его персонального дела он заявил: «Пользы от меня для партии все равно не будет. Я больше двух лет не проживу». 3 сентября 1932 года Эльмень скончался на 47 году жизни в доме отдыха ЦИК Чувашской АССР в Ильинке.
Гроб с телом Даниила Семеновича из Ильинки в Чебоксары доставили по Волге на катере при сопровождении духового оркестра. Похороны состоялись 5 сентября. Чебоксарцы и жители области прощались с ним в здании Главного суда. К выносу тела собрались многие сотни людей. Д. С. Эльмень был похоронен в г. Чебоксары.

## Память об Эльмене

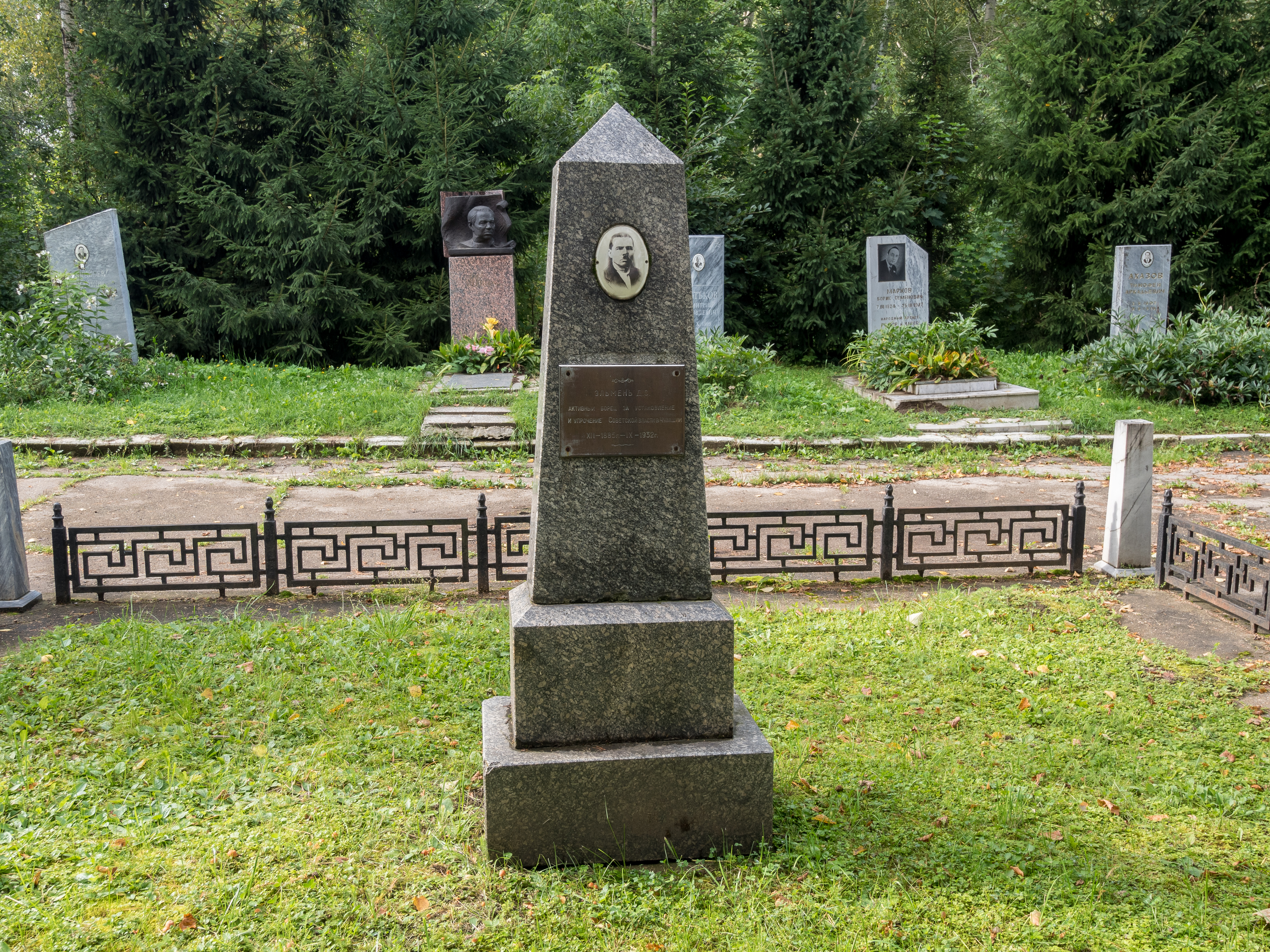
Обелиск Д. С. Эльменю на кладбище №1 в Чебоксарах

В ноябре 1937 года республиканские газеты ЧАССР опубликовали постановление пленума обкома «О секретаре Чувашского обкома ВКП(б) Петрове С. П.», в котором он помимо всего прочего обвинялся в том, что «… похороны Эльменя в 1932 г. превратил в демонстрацию солидарности с буржуазными националистами и в подписанном им некрологе объявил Эльменя преданным партии большевиком»:216.
В 1960 году, когда республика готовилась к 40-й годовщине образования Чувашской автономии реабилитированные друзья и товарищи Д. С. Эльменя поставили вопрос о восстановлении затерянной могилы Эльменя. По словам его супруги Матрёны Григорьевны, в районе нахождения праха покойного в том же году был установлен обелиск с надписью: «Здесь похоронен активный борец за установление и укрепление Советской власти в Чувашии Эльмень Д. С. (декабрь 1885 г. — сентябрь 1932 г.)». В сентябре 1967 г. из-за начавшихся на территории старого кладбища строительных работ Д. С. Эльменю воздвигли памятник (тоже в форме обелиска) на территории почётной аллеи мемориального кладбища на улице Б. Хмельницкого. На месте старого кладбища, где был похоронен Д. С. Эльмень, ныне размещаются корпуса ЧГПУ им. И. Я. Яковлева. Николаев В. Н. и Лялина Л. В. считают, что прах Д. С. Эльменя не попал под фундамент этих зданий, а находится на территории сквера вблизи решётки сада Дома Советов (приблизительно отмечено на карте справа). Учитывая огромные заслуги Д. С. Эльменя перед чувашским народом, они ставят вопрос о восстановлении обелиска на месте захоронения.
- Именем Эльменя названы улицы в Чебоксарах[5] и родной деревне Исмендеры[6].
- В связи с 80-летием со дня рождения Даниила Семеновича 29 декабря 1965 г. Чувашский обком, Чебоксарский горком, правительство республики, старые коммунисты и члены его семьи возложили на его могилу венки. В тот же день состоялось заседание учёного совета научно-исследовательского института при Совете Министров ЧАССР с участием общественности города, посвящённое памяти Д. С. Эльменя[3]:217.

- Мемориальная доска в честь Даниила Эльменя была установлена 30 ноября 2020 на фасаде здания, где несколько помещений арендует Чувашский национальный конгресс.